# W54S
W54S（ダブリュー ごーよんエス）は、ソニー・エリクソン・モバイルコミュニケーションズ（現・ソニーモバイルコミュニケーションズ）が日本国内向けに開発した、auブランドを展開するKDDIおよび沖縄セルラー電話のCDMA 1X WIN対応携帯電話である。

## 特徴
同時期に発表された東芝（現・富士通モバイルコミュニケーションズ）製W56Tと内部基板はほぼ同じで、EV-DO Rev.A、324万画素AFカメラ・Bluetooth・約800MB内蔵メモリ・ワンセグ・地上デジタル音声放送放送実用化試験の受信機能などのハイエンドな機能を有しており、新プラットフォーム「KCP+」や2.8インチワイド有機ELディスプレイが搭載されている。外部メモリーは同社のau向けとしてはこの機種よりSDメモリーカード系のmicroSDのみの対応となっており、これまでのメモリースティック系のメモリースティックPro Duoおよびメモリースティックマイクロには対応していない。
また、KCP+が東芝と（大阪）三洋電機（後の京セラSANYOブランド）を中心に開発された関係で、製造委託元は東芝であり、W56TのOEM機種にあたる。そのため、日本語入力システムなどが異なる点を除けばデザインや機能などがW56Tとほぼ共通であり、実質的な兄弟機扱いとなる。ただしW56Tと異なり、「リバーシブルスタイル」という画面が360度回転する機構は採用されておらず、ワンセグ付のハイエンド系携帯としては非常にオーソドックスな折りたたみ式を採用している。
余談であるが、近年のソニー・エリクソン機では大変珍しく、端末本体の裏側に「QUALCOMM 3G CDMA」と書かれた刻印がある。

## メーカーによる宣伝
2007年発売のW51S、ウォークマンケータイW52S、W53S同様に女優の沢尻エリカをイメージキャラクターに起用。一方、テレビコマーシャルにはダンサーとして名取香りが起用されている。
キャッチコピーは「Powered by Elegance　ケータイは、エレガントに進化した。」

## 早期販売打ち切りと新プラットフォームがもたらしたジンクス
しかし、発売直後から、新プラットホーム「KCP+」の度重なる不具合が発生した。同時期に発売された東芝「W56T」・（大阪）三洋「W54SA」ともに販売が早期に終了することになり、同時期に発売された他の非KCP+（KCP）機種よりも早く、ホームページの現行製品情報や、総合カタログからも外されることとなった。

## 沿革
2007年
- 10月16日 - KDDI、およびソニー・エリクソン・モバイルコミュニケーションズより公式発表

2008年
- 2月1日 - 沖縄地区で発売
- 2月3日 - 関東地区で発売
- 2月6日 - 北海道地区で発売
- 2月7日 - 北陸地区で発売
- 2月8日 -  東北・ 中国・四国地区・九州地区で発売
- 2月9日 - 東海地区・関西地区で発売
- 2月13日 - ケータイアップデート開始[2]
- 2月27日 - 2度目のケータイアップデート開始[3]
- 3月11日 - 3度目のケータイアップデート開始[4]
- 3月27日 - 4度目のケータイアップデート開始[5]
- 3月下旬 - 販売終了
- 5月1日 - 5度目のケータイアップデート開始[6]
- 7月18日 - 6度目のケータイアップデート開始[7]
- 8月29日 - 7度目のケータイアップデート開始[8]
- 10月24日 - 8度目のケータイアップデート開始[9]

2009年
- 12月17日 - 9度目のケータイアップデート開始[10]

## 対応サービス
ライフスタイル
- au Smart Sports「Run&Walk」（アプリのダウンロードで対応していた）

音楽
- au LISTEN MOBILE SERVICE（ビデオクリップ・LISMO Video・オーディオ機器連携対応）
- EZ「着うたフル」
- EZ「着うた」
- LISMO Music Search
- EZ待ちうた

GPS
- EZナビウォーク（声de入力・3D対応）
- EZ助手席ナビ
- EZガイドマップ
- 安心ナビ（自動確認）
- 災害時ナビ
- 緊急通報位置通知

映像
- ワンセグ（録画予約対応）
- 地上デジタル音声放送実用化試験
- EZチャンネルプラス
- EZチャンネル

便利・エンタメ・海外など
- EZ FeliCa（おサイフケータイ）
- auケータイクーポン
- EZニュースフラッシュ
- au one ガジェット
- EZケータイアレンジ
- EZアプリ(BREW) 「Full Game!」対応
- au one My Page（ダイレクト保存）

メール
- デコレーションメール（100KB対応）
- 絵しゃべりメール
- ラッピングメール
- Touch Message
- au one メール

安心
- ケータイ探せて安心サービス
- 安心ロックサービス
- アドレス帳預けて安心サービス（ダイレクト保存）

その他
- テレビ電話
- マルチプレイウィンドウ
- PCサイトビューアー
- オープンアプリプレイヤー
- Bluetooth（A2DP、SCMS-Tに対応）
- 赤外線通信 (IrSimple)
- USB充電対応
- USBクレードル通信対応
- USB2.0ハイスピード通信対応

ほか